# Yemi Mary John
Yemi Mary John (n. 3 mai 2003, Londra, Anglia, Regatul Unit) este o atletă britanică, medaliată olimpică. A participat la o ediție a Jocurilor Olimpice (2024) în care a câștigat o medalie de bronz în proba de 4x400 de metri.

## Palmares
| An   | Competiție                      | Locație            | Loc | Eveniment    | Note    |
| ---- | ------------------------------- | ------------------ | --- | ------------ | ------- |
| 2021 | Campionatul European de Tineret | Tallinn, Estonia   | 2   | 400 m        | 53,06   |
| 2022 | Campionatul Mondial în sală     | Belgrad, Serbia    | 5   | 4×400 m      | 3:29,82 |
| 2022 | Campionatul Mondial de Juniori  | Cali, Columbia     | 1   | 400 m        | 51,50   |
| 2022 | Campionatul Mondial de Juniori  | Cali, Columbia     | 3   | 4×400 m      | 3:31,86 |
| 2023 | Campionatul European de Tineret | Espoo, Finlanda    | 1   | 400 m        | 51,04   |
| 2023 | Campionatul Mondial             | Budapesta, Ungaria | 3   | 4×400 m      | 3:21,04 |
| 2023 | Campionatul Mondial             | Budapesta, Ungaria | 2   | 4×400 m mixt | 3:11,06 |
| 2024 | Jocurile Olimpice               | Paris, Franța      | 3   | 4×400 m      | 3:19,72 |

1. 1 2  Atleta a participat doar la calificări, dar a primit o medalie.